# Dirona pellucida
Dirona pellucida is een slakkensoort uit de familie van de Dironidae. De wetenschappelijke naam van de soort is voor het eerst geldig gepubliceerd in 1941 door Volodchenko.